# 湖水坑
湖水坑，是臺灣彰化縣員林市的一個傳統地域名稱，位於該市東部偏南。相較於今日行政區，其範圍大致包括湖水里不含西南部凸出部分的北大半部、出水里不含東南部凸出部分的南半部。

## 歷史
台灣清治末期至日治初期，湖水坑地區為一街庄，稱為「湖水坑庄」，隸屬於武東堡。該庄北與三塊厝庄為鄰，東與施厝坪庄為鄰，南邊為柴頭井庄，西邊為番仔崙庄。
1901年（日治明治三十四年）11月，全台廢縣廳改設二十廳，該庄隸屬於彰化廳。1903年（明治三十六年）6月，該庄編入「湳雅區」，隸屬於彰化廳。1909年（明治四十二年）10月，合併二十廳為十二廳，湳雅區改隸屬於臺中廳。1920年（大正九年），該庄改制為「湖水坑」大字，隸屬於臺中州員林郡員林街。
戰後員林街改制為員林鎮，隸屬於臺中縣，大字亦改制為里。1950年10月，中、彰、投分治，員林鎮改隸屬彰化縣。2015年8月，員林鎮因人口數超過新的標準而升格為員林市。

## 聚落
本地區發展較早的聚落有湖水坑、出水、湶洲寮等，在日治期初期的官方地圖上已有記載。此外，本地區尚有笠園、百果山、水源地、待人坑（刣人坑）、坑子內、崙仔尾等聚落。

## 交通
省道台76線即「東西向快速公路－漢寶草屯線」，目前僅通行埔鹽至草屯路段，大致以西南西－東北東走向轉西南－東北走向以隧道形式（八卦山隧道）經過湖水坑地區東南部，並在西側隧道口不遠處南鄰柴頭井境內的縣道137號路口設有「林厝交流道」。由該道路向西南西繞大彎轉西北西可於萬年成為員林大排兩側高架道路並前往員林市區南側、埔心、溪湖東北端、埔鹽與大村交界地帶及國道1號埔鹽系統交流道、埔鹽與秀水交界地帶、埔鹽與福興交界地帶並止於埔鹽交流道，向東北可前往南投西北部、草屯西南部並止於國道3號中興系統交流道。縣道144號是與省道台76線併行的平面道路，其東側端點位於縣道137號路口。由此向西南西繞大彎轉西北西出境後，於萬年成為員林大排兩側平面道路，行至省道台76線埔鹽交流道後可續行前往福興西北部並止於省道台61線福興交流道。
縣道137號（山腳路二段）是彰化至二水源泉的道路，主要沿八卦台地西側山麓地帶而行，大致以北北西—南南東走向繞大彎轉北北東—南南西走向經過本地區西部邊界外不遠處，並與省道台76線高架道路／縣道144號在本地區西南角外不遠處相會。由該道路向北北西可前往大村、花壇、彰化，向南南西繞大彎轉南可前往社頭、田中、二水等地。
縣道139號（大彰路一段、八卦路）是伸港鄉新港至鹿谷鄉初鄉的道路，本地區所在路段係沿八卦台地稜線而築，大致以北北西－南南東走向轉西北－東南走向再轉北微西－南微東走向蜿蜒經過本地區東部邊界外不遠處。由該道路向北北西可前往芬園與大村交界地帶、芬園與花壇交界地帶、花壇與彰化交界地帶、彰化、和美、線西等地，向南可前往南投、中寮、集集、鹿谷等地。
鄉道彰78線（員水路一段、出水巷）是員林至樟普寮的道路，其東側端點位於本地區東部偏南邊界地帶。由此向西北西經兩次髮夾彎後續行，其後轉西南西再轉西北西蜿蜒而行，經鄉道彰78-1線終點路口後出境，可前往番子崙、萬年與三條圳交界地帶、員林市中心東南側並止於縣道148號路口。
鄉道彰78-1線（泉州巷、出水巷）是萬年至水源地的道路，其東側端點位於本地區西部出水聚落的鄉道彰78線路口。由此向西南蜿蜒而行，後轉南南西至本地區南部邊界西段，轉西沿邊界蜿蜒而行，出境後可前往柴頭井與番子崙交界地帶、番子崙並止於其西北角鄉道彰78線另一路口。
鄉道彰80線（大饒路）是大溝尾至林厝的道路，其東側端點位於本地區北部邊界地帶中西段的縣道137號路口。由此向西北西轉西南西再轉西沿邊界而行，出境後可前往萬年、大饒、大饒與田中央交界地帶、田中央、田中央與崙子交界地帶、崙子與太平交界地帶、太平並止於鄉道彰87線路口。
鄉道彰82線（員南路）是林厝至六分寮的道路，大致以西南西－東北東走向到達本地區南部邊界中西段，轉東南東沿邊界而行以至出境。由該道路向西南西可前往柴頭井中西部並止於縣道137號路口，向東南東轉東南經四次髮夾彎後續行可前往彰化縣、南投縣交界處銜接南投縣鄉道投21線。

## 學校
- 青山國小
- 明湖國小